# Éditions Mare & Martin
Mare & Martin sont une maison d’édition indépendante fondée à Paris en 2003 par Alexandre Mare et Gaël Martin.
Après le départ d’Alexandre Mare en 2006 et l’arrivée à la direction éditoriale des universitaires Fabrice Defferrard (2007) et de Alain Bonnet (2010), la maison se spécialise dans la publication d’ouvrages scientifiques en droit et en histoire de l’art.

## Collections

### Droit & science politique
- Bibliothèque des Thèses
- Droit privé & sciences criminelles
- Droit public
- Histoire du droit et des Institutions
- Libre Droit (sous la direction de Nathalie Dion)[2]
- Droit & Littérature (sous la direction de François Terré, de l’Académie des sciences morales et politiques, Catherine Puigelier et Fabrice Defferrard)
- Science & Droit (sous la direction de Catherine Puigelier)
- Grands Personnages (sous la direction de Catherine Puigelier)
- Vin & Droit (sous la direction de Théodore Georgopoulos)
- Presses Universitaires de Sceaux
- Sciences cognitives & Droit (sous la direction de Catherine Puigelier et Charle Tijus)
- Droit, sciences et environnement (sous la direction de Laurent Fonbaustier).

### Histoire de l'art[3]
- Section Peinture
- Section Sculpture
- Section Architecture & Arts décoratifs
- Section Varia

## Prix et récompenses

### Droit & science politique
- Prix  de la Chancellerie des universités de Paris[4]
  - 2014 : Damien Sadi, Essai sur un critère de distinction des nullités en droit privé, thèse[5].
- Prix Jean-Baptiste Chevalier de l’Académie des sciences morales et politiques
  - 2008 : Simon Gilbert, Le juge judiciaire, gardien de la propriété privée immobilière , thèse[6].
- Prix Jean Carbonnier[7]
  - 2014 : Pierre-Jérôme Delage, La condition animale, thèse[8].
- Prix du Centre français de droit comparé 
  - 2011 : Gabriel Bocksang Hola, L’inexistence juridique des actes administratifs, thèse[9].
- Prix Olivier Debouzy
  - 2015 : Fabrice Defferrard, Le Droit selon Star Trek, essai[10].
  - 2011 : Emmanuel Jeuland, La Fable du ricochet, essai[11].

### Histoire de l'art
- Prix du musée d'Orsay
  - 2013 : Charlotte Foucher, Les femmes artistes dans les milieux symbolistes en France[12]
  - 2011 : Nicholas-Henri Zmelty, L'affiche illustrée au temps de l’affichomanie (1889-1905)
- Prix Olga Fradiss[13]
  - 2013 : Jérémie Cerman, Le papier peint Art nouveau, création, production, diffusion